# 沭河
沭河（じゅつが）は、中華人民共和国東部の山東省から江蘇省へと流れる川の一つ。淮河流域の主要河川・沂沭泗河水系（沂河、沭河、泗河の3つの河川およびその支流からなる）の一つとなっている。古代には沭水（じゅつすい）と呼ばれた。
沭河は山東省南部の臨沂市沂水県の沂蒙山南麓に発する。南西方向へ莒県、莒南県、臨沭県と流れ、郯城県を出て江蘇省に入り、新沂市を経て沂河の放水路、新沂河に合流している。新沂河は駱馬湖から東へ出る河で、沭陽県、灌雲県を経て燕尾港で黄海に流入している。沭河はほぼ沂河と平行に流れている。
沭河はかつてはさらに南へ流れ、現在の宿遷市で泗水に合流し、さらに現在の淮安市で淮河に合流し黄海へ出ていた。しかし12世紀、南宋の時代に黄河が決壊して南へ流れ、徐州市付近で泗水下流の河道に流れ込み、淮河本流を経て黄海へ出るようになった。泗水とその支流である沂河・沭河、そして淮河は黄河に流路を奪われて湖を作るなどして滞留し、流路は紊乱した。沭河には新沭河と老沭河の2つの分流ができ、それぞれ江蘇省北部を細く流れて黄海へ出ていたが、排水には十分な大きさではなくしばしば洪水を起こした。1855年になって黄河は北の渤海方面へ流れを変えたが、黄河が両岸に残した大量の黄土による自然堤防により泗水も淮河も、沭河も古代の経路を取り戻すことはできなかった。
沂沭泗河水系の洪水を治めるため、1949年に駱馬湖から東の黄海へ一直線に向かう放水路・新沂河が着工され1953年に完成し、洪水は減少した。沭河には新沂河経由の流路のほか、臨沭県の南で東方へ分流し、石梁河ダムを経て沙河故道を東へ流れ、連雲港市の臨洪河口で黄海に出る流路もある。